# John Sonnerdale
Lars Johan "John" Sonnerdale, född 7 oktober 1859 i Helsingborg, död 4 januari 1945 i Sydney, Australien, var en svenskaustralisk företagare.
John Sonnerdale var son till smeden Per Andersson Sönnerdahl. Han växte upp i Landskrona och gick i unga år till sjöss. I samband med ett skeppsbrott kom han till Australien 1877 och 1884 återvände han dit efter att ytterligare några år ha varit till sjöss och avlagt styrmansexamen. Han blev anställd som maskinist i rederifirman Huddart & Parker Ltd., där han avancerade till övermaskinist och stannade till 1911. 1911 öppnade han en reparationsverkstad för ångpannor, automobiler med mera i Sydney. Ur denna utvecklades efterhand industriföretaget Sonnerdale Ltd., som var ett av de största i sitt slag i Australien, med tillverkning av kugghjul och bildelar som specialitet. Firman övertogs senare av sonen Leslie "Les" Sonnerdale, som var med sedan företagets grundande. Sonnerdale blev medlem av svenska handelskammaren i Sydney kort efter dess bildande 1911, invaldes i styrelsen 1915, var kammarens president 1918–1920 och vicepresident 1931–1943 samt utsågs till dess hedersordförande 1943. 1928 blev han svensk vicekonsul i Sydney.